# Infraestruturas de Portugal

Logo des Unternehmens

Infraestruturas de Portugal, S.A. (IP, S.A.) ist ein staatliches portugiesisches Unternehmen, das mit der Verwaltung, Instandhaltung und dem Betrieb des staatlichen Schienen- und Straßennetzes in Portugal betraut ist. Das zum 1. Juni 2015 gegründete Unternehmen resultierte aus der Fusion der ebenfalls staatlichen Unternehmen Rede Ferroviária Nacional und Estradas de Portugal. Infraestruturas de Portugal untersteht dem Finanzministerium sowie dem Ministerium für Planung und Infrastruktur.

## Geschichte
Im Zuge der massiven Finanz- und Haushaltskrise des portugiesischen Staates, betrieb die Regierung unter Premierminister Pedro Passos Coelho ein umfassendes Sparprogramm. Zu diesem gehörte unter anderem auch der Plan, die beiden Infrastrukturunternehmen Estradas de Portugal – zuständig für die staatlichen Straßen und Autobahnen – und Rede Ferroviária Nacional – zuständig für das staatliche Schienennetz – zusammenzufassen. Hauptmotiv dafür war, neben der Einsparung von Betriebs- und Verwaltungskosten, bessere Zinskonditionen zu erhalten und so größere Investitionen tätigen zu können. Der Plan für die Fusion beider Unternehmen begründete sich im Plano Estratégico dos Transportes e Infraestruturas 2014-2020, einem staatlichen Verkehrs- und Infrastrukturplan bis 2020.
Der Fusionsprozess beider Unternehmen dauerte etwas mehr als ein halbes Jahr. Zum 6. August 2014 begann eine vonseiten der Regierung eingesetzte Planungskommission mit der Umsetzung der Fusion. Zum 1. Januar 2015 übernahm António Ramalho, bis dahin Verwaltungsratsvorsitzender von Estradas de Portugal, auch den Vorsitz des Verwaltungsrates von Rede Ferroviária Nacional. Mit dem Gesetzesdekret 91/2015 vom 29. Mai 2015 wurde die Fusion zum 1. Juni 2015 abgeschlossen und die beiden Vorgängerunternehmen erloschen.
2019 gab es Überlegungen innerhalb der regierenden Partido Socialista die Fusion rückgängig zu machen, und die Sparten des Schienenverkehrs wieder vom Straßenverkehr zu trennen.

## Betrieb
Siehe: Liste der Eisenbahnstrecken in Portugal und Liste der Autobahnen in Portugal
Infraestruturas de Portugal verwaltet und betreibt nach eigenen Angaben ein Schienennetz von 2527 km, davon sind 1791 km elektrifiziert. Wie bereits das Vorgängerunternehmen REFER veröffentlicht auch IP einen jährlichen Netzbericht (Diretório da Rede) zum Umfang und Zustand des portugiesischen Eisenbahnnetzes und den Zugangsbedingungen. Mehr als 1500 Kilometer des nationalen Schienennetzes werden mit dem Zugbeeinflussungssystem Convel abgedeckt. Es kam Anfang der 1990er Jahre nach Portugal und schützt die Fahrer vor Geschwindigkeitsüberschreitungen oder vor dem Überfahren von Haltsignalen.
Das von IP verwaltete und betriebene Straßennetz umfasst 17.874 km. IP ist Konzessionär von 15.253 km des Straßennetzes, davon 13.664 in Direktverwaltung und 1589 km als Subkonzessionär. Die restlichen 2621 km sind direkt vom Staat vergebene Konzessionen (unter anderem ehemalige SCUT-Autobahnen).